# Marquesat de Queipo de Llano
El marquesat de Queipo de Llano va ser un títol nobiliari espanyol, concedit pel militar Francisco Franco mitjançant Decret de l'1 d'abril de 1950 i Carta del següent dia 12, a favor del tinent general Gonzalo Queipo de Llano y Sierra, general en cap de l'Exèrcit del Sud durant la Guerra Civil espanyola, capità general d'Andalusia, gran creu llorejada de Sant Ferran i Medalla Militar individual.
El títol es va suprimir el 21 d'octubre de 2022 amb l'aprovació de la Llei de Memòria Democràtica.

## Decret de creació
El títol nobiliari se li va atorgar pels mèrits següents: 
| «                             | ...a don Gonzalo Queipo de Llano, Teniente General, Jefe del Ejército del Sur, que ganó Sevilla para la causa nacional... | » |
| — Decret d'1 d'abril de 1950. | |   |

## Titulars
| Núm.                                      | Titular                          | Període   |
| ----------------------------------------- | -------------------------------- | --------- |
| Creació per Francisco Franco              |                                  |           |
| I                                         | Gonzalo Queipo de Llano y Sierra | 1950-1951 |
| Rehabilitació per Joan Carles I d'Espanya |                                  |           |
| II                                        | Gonzalo Queipo de Llano y Martí  | 1982-2008 |
| III                                       | Gonzalo Queipo de Llano y Mencos | 2012-2022 |

## Història
El primer titular va ser:
- Gonzalo Queipo de Llano y Sierra (1875-1951), I marquès de Queipo de Llano, tinent general de l'Exèrcit de Terra espanyol, general en cap de l'Exèrcit del Sud durant la Guerra Civil espanyola, capità general d'Andalusia, gran creu llorejada de Sant Ferran i Medalla Militar individual.[3]

Es va casar el 4 d'octubre de 1901 amb Genoveva Martí y Tovar (1880-1967), de la unió van néixer quatre fills: 
1. Ernestina Queipo de Llano y Martí, casada en 1934 amb Niceto Alcalá-Zamora y Castillo -fill primogènit del president de la Segona República Espanyola, Niceto Alcalá-Zamora -, amb qui va tenir dos fills: María del Pilar i José Alcalá-Zamora y Queipo de Llano.[6]
2. Mercedes Queipo de Llano y Martí, casada amb Máximo Calixto García Martín.
3. María Queipo de Llano y Martí, vídua de Quevedo.
4. Gonzalo Queipo de Llano y Martí, que segueix.

Per Reial Decret de rehabilitació del 10 d'abril de 1981, i Reial Carta del 9 de juny de 1982, va succeir el seu fill: 
- Gonzalo Queipo de Llano y Martí (1912-2008), II marquès de Queipo de Llano, tinent general de l'Exèrcit de l'Aire espanyol, cavaller gran creu de les Ordres de Sant Hermenegild, del Mèrit Aeronàutic i del Mèrit Militar, Medalla Militar individual i Medalla Militar col·lectiva atorgada al 2n grup de l'Esquadra de Caça del comandant García-Morato.[3] Va néixer a Madrid el 26 de maig de 1912 i va morir a Sevilla el 8 de setembre de 2008.[8]

Es va casar el 4 d'octubre de 1950 amb María de los Ángeles Mencos y Armero, nascuda a Sevilla el 25 de setembre de 1920, germana del V marquès del Nervión i filla dels VII comtes de Fresno de la Fuente, amb qui va tenir tres fills: 
1. Gonzalo Queipo de Llano y Mencos, que segueix.
2. Alberto Queipo de Llano y Mencos, nascut a Sevilla el 27 de gener de 1953.
3. María de los Ángeles Queipo de Llano y Mencos, nascuda a Sevilla el 16 de gener de 1954, que es va casar amb Patricio Ybarra y Gamero-Civico.

Per Ordre publicada al BOE del 17 de juliol de 2012, i Reial Carta del 17 d'octubre següent, va succeir el seu fill primogènit: 
- Gonzalo Queipo de Llano y Mencos (n. 1951), III marquès de Queipo de Llano, nascut a Sevilla el 14 de juliol de 1951. Darrer marquès després de la supressió del títol nobiliari.